# Saint-Symphorien (Ille-et-Vilaine)
Saint-Symphorien (bretonisch: Sant-Sinforian) ist eine französische Gemeinde mit 613 Einwohnern (Stand: 1. Januar 2022) im Département Ille-et-Vilaine in der Region Bretagne; sie gehört zum Arrondissement Rennes und zum Kanton Melesse.

## Geographie
Die Gemeinde Saint-Symphorien liegt etwa 22 Kilometer nordnordwestlich von Rennes. Umgeben wird Saint-Symphorien von den Nachbargemeinden Hédé-Bazouges im Norden, Vignoc im Osten und Südosten, Langouet im Süden, Saint-Gondran im Süden und Südwesten, La Chapelle-Chaussée im Westen sowie Saint-Brieuc-des-Iffs im Nordwesten.
Durch die Gemeinde führt die ehemalige Route nationale 137 (heute autobahnartig ausgebaute Straße D 137).

## Bevölkerungsentwicklung
| Jahr                       | 1954 | 1962 | 1968 | 2006 | 2012 | 2020 |
| Einwohner                  | 326  | 351  | 349  | 506  | 606  | 587  |
| Quellen: Cassini und INSEE |      |      |      |      |      |      |

Von 1973 bis 2008 war Saint-Symphorien Teil (commune associée) der Nachbargemeinde Hédé-Bazouges.

## Sehenswürdigkeiten

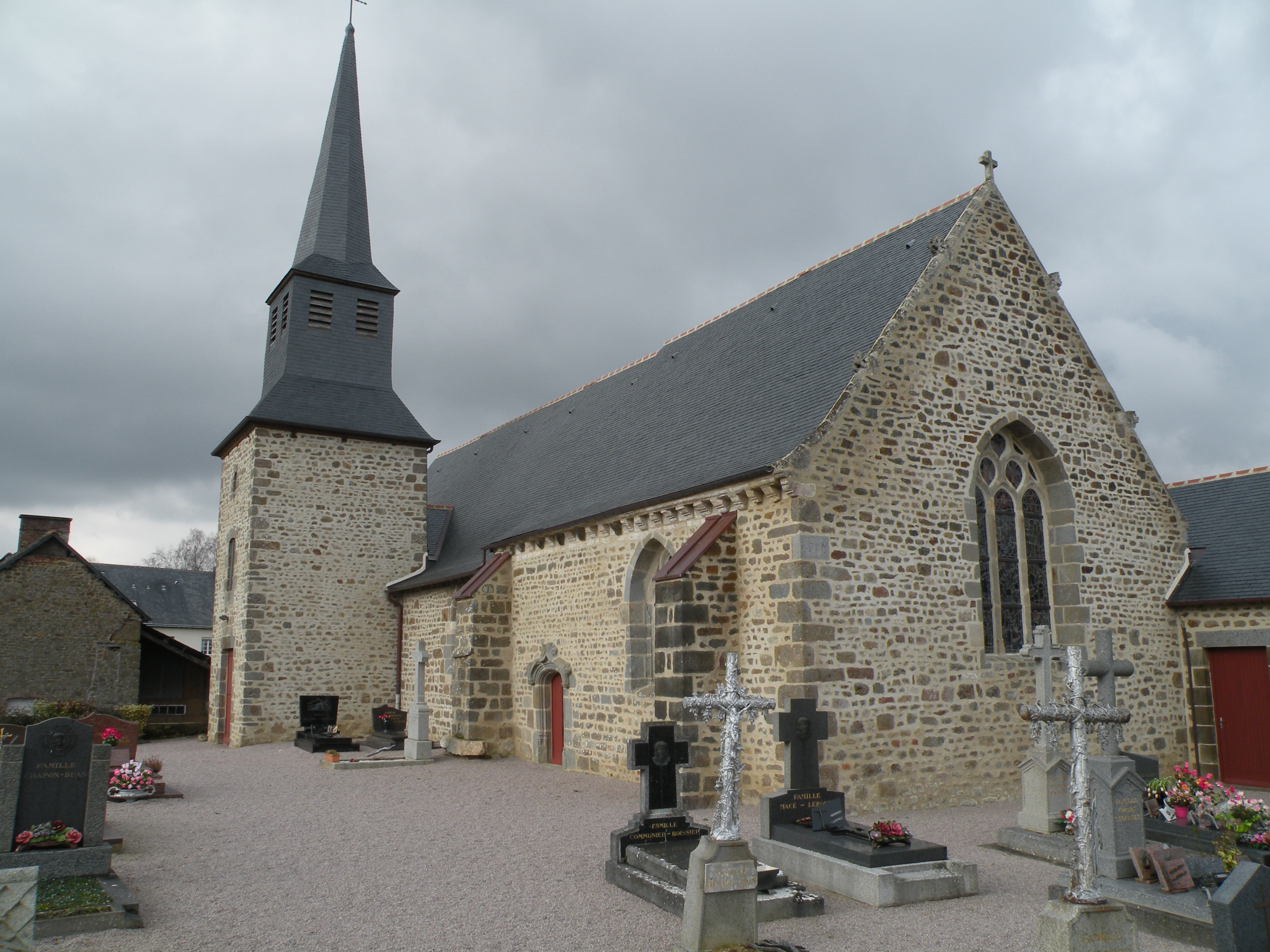
Kirche Saint-Symphorien
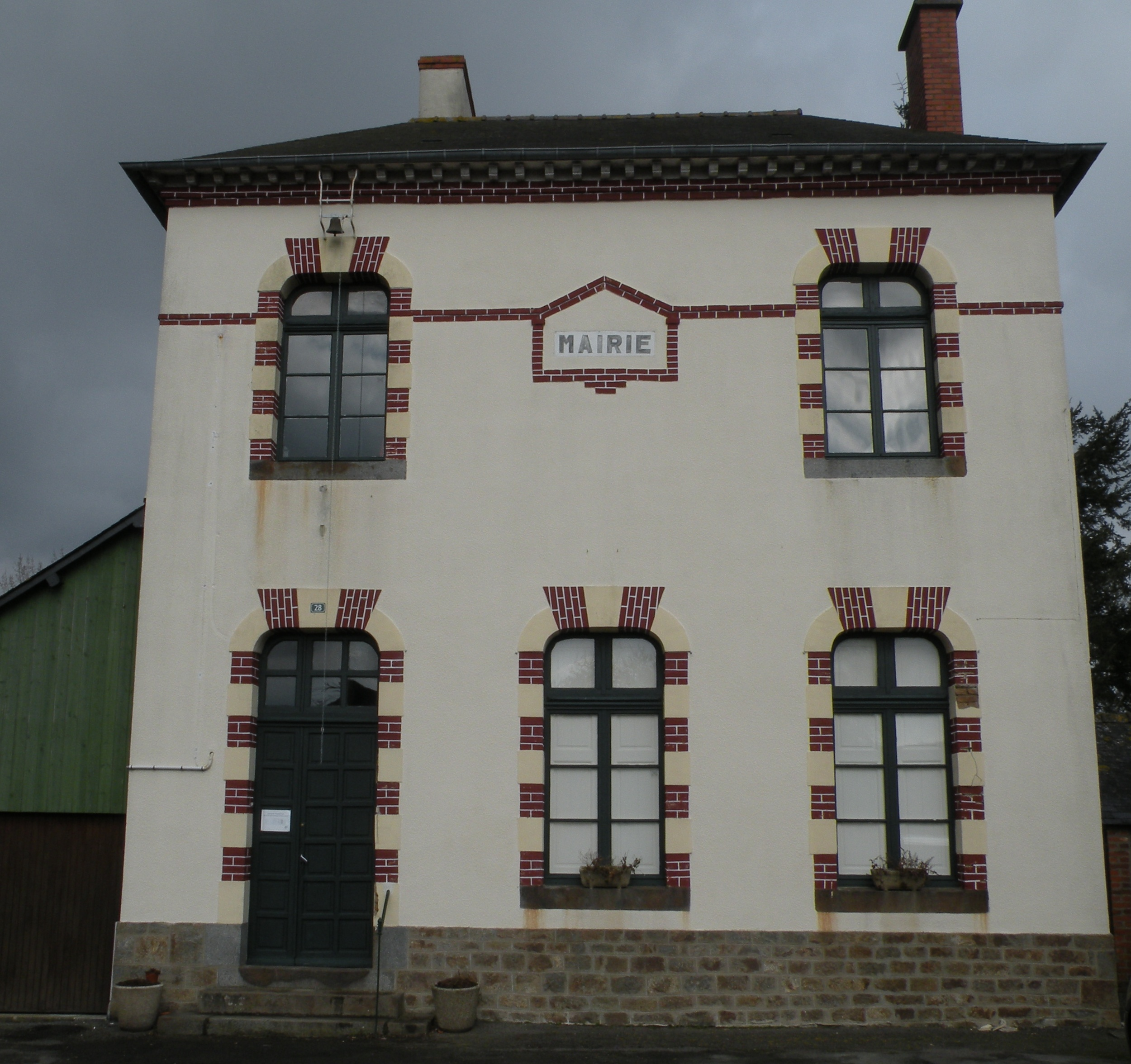
Altes Rathaus
- Schloss La Bretèche

- Kirche Saint-Symphorien
- Altes Rathaus